# Ибраев, Сабырхан Нурлыханович
Сабырха́н Нурлыха́нович Ибра́ев (каз. Сабырхан Нұрлыханұлы Ыбыраев; 22 марта 1988, Алма-Ата, Казахская ССР, СССР) — казахстанский футболист, полузащитник. Выступал за сборную Казахстана.

## Карьера

### Клубная
Воспитанник алматинского ЦСКА.

### В сборной
23 мая 2008 года дебютировал в составе сборной Казахстана в товарищеском матче против сборной России. Игра проходила в Москве и завершилось победой хозяев 6:0.

#### Матчи и голы за сборную
| Матчи и голы Ибраева за сборную | Матчи и голы Ибраева за сборную | Матчи и голы Ибраева за сборную | Матчи и голы Ибраева за сборную | Матчи и голы Ибраева за сборную | Матчи и голы Ибраева за сборную |
| №                               | Дата                            | Оппонент                        | Счёт                            | Голы                            | Соревнование                    |
| ------------------------------- | ------------------------------- | ------------------------------- | ------------------------------- | ------------------------------- | ------------------------------- |
| 1                               | 23 мая 2008                     | Россия                          | 0:6                             | —                               | Товарищеский матч               |
| 2                               | 11 октября 2008                 | Англия                          | 1:5                             | —                               | Отборочные матчи ЧМ-2010        |
| 3                               | 11 февраля 2009                 | Эстония                         | 2:0                             | —                               | Товарищеский матч               |
| 4                               | 1 апреля 2009                   | Беларусь                        | 1:5                             | —                               | Отборочные матчи ЧМ-2010        |
| 5                               | 6 июня 2009                     | Англия                          | 0:4                             | —                               | Отборочные матчи ЧМ-2010        |

Итого: 5 матчей / 0 голов; 1 победа, 0 ничьих, 4 поражения.